# Gino Bramieri
Gino Bramieri (Milão, 22 de junho de 1928 — Milão, 18 de junho de 1996) foi um ator, comediante, locutor de rádio e apresentador de televisão italiano.

## Biografia
Gino Bramieri nasceu em Milão em 20 de junho de 1928, terceiro e último filho de um carpinteiro e marceneiro, em Corso Garibaldi. O pai arranjou-lhe um emprego quando tinha quatorze anos, como office-boy da Banca Commerciale Italiana, mas preferiu ser aprendiz de teatro, consertando botões e manobrando a cortina.
A experiência adquirida na "Companhia teatral Gilberto Govi" em Gênova foi fundamental para sua formação artística. Trabalhou com Franco e Ciccio, Peppino De Filippo, Aldo Fabrizi, Ave Ninchi, Nino Taranto, Raimondo Vianello, Totò. Nos últimos anos de sua vida, foi protagonista da sitcom Nonno Felice e seu spin off Norma and Felice.
Italo Terzoli e Enrico Vaime foram seus dramaturgos de referência: com seus roteiros alcançou grandes sucessos no teatro leve, desde La sveglia al collo, Anche i bancari hanno un'anima até La vita comincia ogni mattina (produzidos, no final dos anos sessenta, por Garinei e Giovannini, com quem Bramieri iniciou a sua colaboração junto com Milva).
Sua especialidade era contar piadas muito curtas, muitas vezes surreais.
Faleceu de tumor pancreático em 18 de junho de 1996. A urna com seu corpo foi envolvia na bandeira do Inter e a liturgia foi celebrada na Basilica de São Nazaro in Brolo. Foi enterrado no Cemitério Monumental de Milão. Em 2 de novembro de 2005 seu nome foi registrado no famedio do cemitério.

### Família
Em 1948, na igreja de San Martino de Niguarda, ele casou-se com Maria Barbieri, dita Nuccia, e separou-se depois de quase quarenta anos, sem divorciar: deste casamento nasceu o único filho Cesare,;  que morreu em 2008. Ele também teve dois relacionamentos, com Ida Petruccetti e Angela Baldassini, que esteve ao seu lado até 1996. Morou muito tempo num apartamento na Torre Velasca.

## Honrarías
- Em 2006, em ocasião de dez anos do seu falecimento, a Prefietura de Milão dedicou-lhe uma rua (que une rua Monte Santo com rua Marco Polo) no bairro Porta Nuova.
- Em 2009, a prefeitura de Roma dedicou-lhe uma avenida no parque do Pineto, bairro Balduina [5]; [6]

### Cinema
- Siamo tutti milanesi, direção de Mario Landi (1953)
- Amarti è il mio peccato, direção de Sergio Grieco (1953)
- I tre ladri, direção de Lionello De Felice (1955)
- Avanzi di galera, direção de Vittorio Cottafavi (1955)
- Per le vie della città, direção de Luigi Giachino (1956)
- Peppino, le modelle e... "chella llà", direção de Mario Mattoli (1957)
- Scandali al mare, direção de Marino Girolami (1961)
- Maciste contro Ercole nella valle dei guai, direção de [[Mario Mattoli (1961)
- Twist, lolite e vitelloni, direção de [[Marino Girolami (1962)
- Nerone '71, direção de Filippo Walter Ratti (1962)
- L'assassino si chiama Pompeo, direção de [[Marino Girolami (1962)
- Il medico delle donne, direção de [[Marino Girolami (1962)
- Gli eroi del doppio gioco, direção de Camillo Mastrocinque (1962)
- Canzoni a tempo di twist, direção de Stefano Canzio (1962)
- Colpo gobbo all'italiana, direção de Lucio Fulci (1962)
- I tre nemici, direção de Giorgio Simonelli (1962)
- La traversata di Milano, capítulo Gli italiani e le donne, direção de Marino Girolami (1962)
- Un marito in condominio, direção de Angelo Dorigo (1963)
- Siamo tutti pomicioni, direção de [[Marino Girolami (1963)
- I 4 tassisti, direção de Giorgio Bianchi (1963)
- Adultero lui, adultera lei, direção de Raffaello Matarazzo (1963)
- In ginocchio da te, direção de Ettore Maria Fizzarotti (1964)
- Non son degno di te, regia di Ettore Maria Fizzarotti (1965)
- Se non avessi più te, direção de Ettore Maria Fizzarotti (1965)
- Rita la zanzara, regia di Lina Wertmüller (1966)
- Perdono, regia di Ettore Maria Fizzarotti (1966)
- Nessuno mi può giudicare, direção de Ettore Maria Fizzarotti (1966)
- Chimera, direção de Ettore Maria Fizzarotti (1968)
- Nel giorno del Signore, direção de Bruno Corbucci (1970)
- W le donne, direção de Aldo Grimaldi (1970)
- Per amore di Cesarina, direção de Vittorio Sindoni (1976)
- Oh! Serafina, regia di Alberto Lattuada (1976)
- Arriva lo sceicco, capítulo Ride bene... chi ride ultimo, direção de Gino Bramieri (1977)
- Maschio latino... cercasi, direção de Giovanni Narzisi (1977)
- Ridendo e scherzando, direção de Marco Aleandri (1978)

### Televisão

#### Prosa televisiva
- Esami di maturità de Ladislao Fodor, direção de Mario Landi (8 de outubro 1954)
- Manettoni e Pippo Fantasma, direção de Alda Grimaldi (1960)
- Biblioteca di Studio Uno: Il dottor Jekyll e mister Hyde, direção de Antonello Falqui (1964)
- Biblioteca di Studio Uno: Al Grand Hotel, direção de Antonello Falqui (1964)
- Graditi ospiti, direção de Vito Molinari (1967)
- Felicita Colombo, direção de Antonello Falqui (1968)
- Mai di sabato signora Lisistrata, direção de Vito Molinari (1971)
- Un mandarino per Teo, direção de Eros Macchi (1974)
- Anche i bancari hanno un'anima, direção de Pietro Garinei e Gino Landi (1979)
- La vita comincia ogni mattina, direção de Pietro Garinei (1981)

#### Sitcom
- Nonno Felice, direção de Giancarlo Nicotra (1992-1995)
- Norma e Felice, direção de Giancarlo Nicotra e Beppe Recchia (1995)

### Rádio
- Batto quattro, de Terzoli e Vaime
- Gran Varietà (1967, 1968 e de 5 de novembro de 1978 até 8 de julho de 1979
- Patatine di contorno, em Radio Milano Ticinese

## Outras imagens

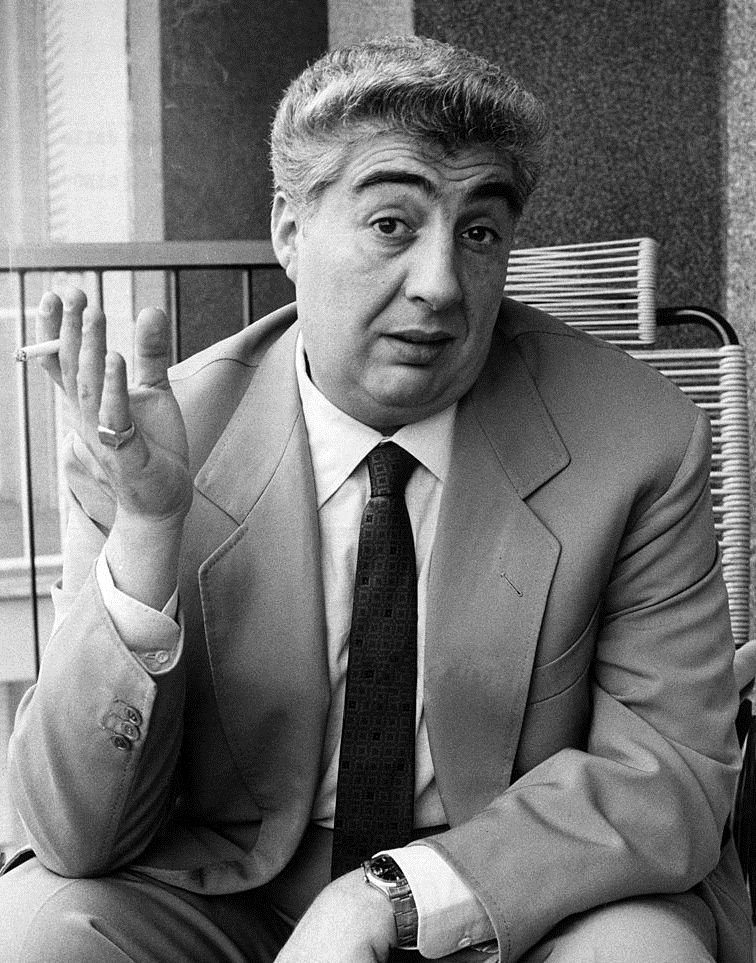
Gino Bramieri em 1966.
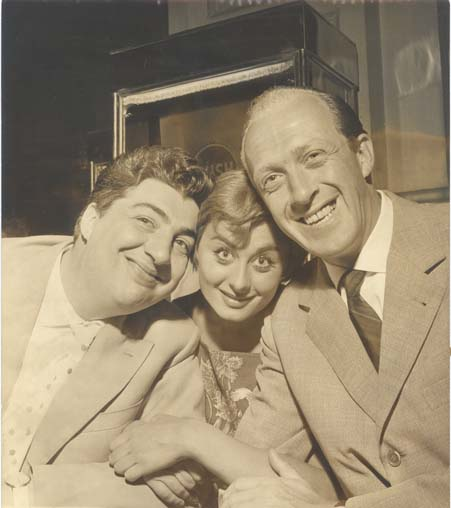
Gino Bramieri em 1958, com Sandra Mondaini e Raimondo Vianello.
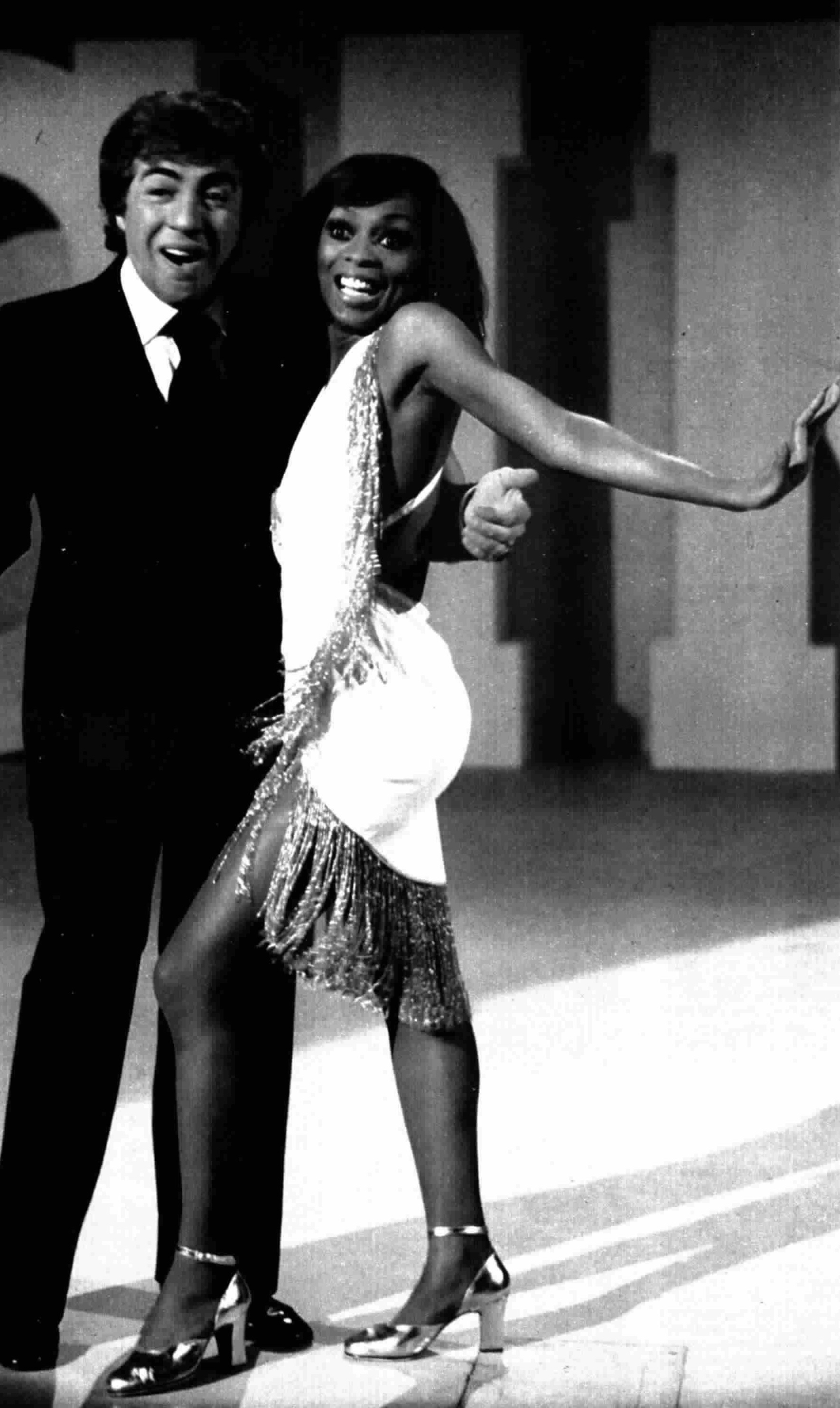
Gino Bramieri com Lola Falana